# Lourdes Berninzon
Olga Lourdes Berninzon Devéscovi (Lima, Perú; 5 de febrero de 1958), conocida como Lourdes Berninzon, es una primera actriz, exmodelo, locutora y conductora de televisión peruana. Fue Miss Perú 1975 y representó a su país en el Miss Universo 1975 realizado en San Salvador. Posteriormente se desempeñó en la televisión en comerciales, así como en telenovelas, entre las décadas de 1980 y 1990, mayormente de antagonista.

## Biografía
Nació en 1958. Hija de Carlos Berninzon Arancibia y Olga Dévescovi.
Estudió en el Colegio Santa Úrsula de la ciudad de Lima. Estudió teatro y danza.
Desde los 16 años, trabajó como modelo y participó en spots publicitarios.
En 1975, ganó el certamen de belleza Miss Perú. Berninzon participó luego en el Miss Universo 1975 realizado en San Salvador, capital de El Salvador.
En 1984, comenzó su carrera como actriz de televisión en la serie Los Perez-Gil. Al año siguiente, fue antagónica en la telenovela Carmín de Panamericana Televisión, que llevó su personaje Claudia Menchelli como rival de su sobrina protagonista en un triángulo amoroso.
En ese entonces se dedicó también en la conducción de magacines femeninos en respuesta al fenómeno de Gisela Valcárcel, que fue nominada en el especial de 1988 «La mujer peruana más deseada» de la revista Tele Guía. Además que desempeñó en comerciales de entidades bancarias en la denominada «época de la carreta».
En 1987, participó en la telenovela Tu mundo y el mío de Canal 11 en Argentina.
En 1996, tuvo un rol principal en la telenovela La noche del productor Luis Llosa. Luego, seguiría trabajando con él en las telenovelas Escándalo, Torbellino y Secretos.
En el 2005, participó en Nunca te diré adiós de Iguana Producciones para Venevisión. Al año siguiente, fue parte de Condesa por amor producida por la cadena Venevisión Internacional.
En 2007, condujo el programa Siete vidas de Plus TV.
En 2011, regresa a las telenovelas peruanas con Ana Cristina, producida por Rodolfo Hoppe para el canal ATV.
De 2015 a 2018, participó en la telenovela Ven, baila, quinceañera como antagónica.
En 2018, participó en la película Un amor hasta las patas, estrenada en 2019.

## Vida personal
En 1991, se casó con el diplomático Manuel Soarez, con quien tiene dos hijos: Alejandro Soarez Berninzon y Carolina Soarez Berninzon, también tiene una hija llamada Janine Berninzon, de su primer matrimonio. Entre 2009 y 2013 residió en Ecuador para dedicarse en el apoyo de las funciones diplomáticas de su esposo.
Es tía de la también actriz Claudia Berninzon, en que ambas participaron en la obra Una mamá de película, y de la actriz y modelo Deborah Berninzon.  Su  primo hernano es el ex congresista José Devéscovi Dzierson

## Filmografía

### Cine
| Año  | Título                  | Personaje | Notas         | Ref. |
| ---- | ----------------------- | --------- | ------------- | ---- |
| 1987 | Hour of the Assassin    | Adriana   |               |      |
| 2019 | Un amor hasta las patas | Esther    | Rol Principal |      |